# Jules-Henri Desfourneaux
 (avril 2013).
Si vous disposez d'ouvrages ou d'articles de référence ou si vous connaissez des sites web de qualité traitant du thème abordé ici, merci de compléter l'article en donnant les références utiles à sa vérifiabilité et en les liant à la section « Notes et références ».
Jules Henri Desfourneaux, dit Henri Desfourneaux, né le 17 décembre 1877 à Bar-le-Duc (Meuse), mort le 1er octobre 1951 à Paris, est un bourreau français.

## Biographie
(mars 2021).
- Si vous ne connaissez pas le sujet, laissez ce bandeau (vous pouvez alors contacter les auteurs).
- Si vous supprimez le contenu mis en cause (vous pouvez préalablement contacter les auteurs),

argumentez précisément cette suppression dans la page de discussion
(un manque de référence n'est pas un argument ; une recherche réelle de référence doit avoir été effectuée, être formellement documentée).
Descendant d'une famille de bourreaux venant du centre de la France (Issoudun, notamment), mais issu d'une branche réfractaire qui avait abandonné la voie des hautes œuvres au milieu du XIXe siècle, Jules Henri était le second fils de Nicolas Ernest Desfourneaux, ouvrier en tricots puis menuisier. Orphelin de mère à 14 ans, Jules s'intéresse dès son adolescence à la mécanique des vélocipèdes, puis des moteurs à explosion, et devient très vite un excellent professionnel qui se consacre à la réparation des moteurs de canots automobiles. Cette spécialisation le conduira, durant la Belle Époque, à faire de longs voyages pour mettre en pratique ses talents, notamment en Inde et en Russie…
Revenu en France au milieu des années 1900, il fait la rencontre d'Anatole Deibler, par l'intermédiaire de ses cousins éloignés Édouard et Léopold, exécuteurs-adjoints. À la fin de l'année 1908, Anatole Deibler, manquant d'adjoints, propose la candidature de Jules comme aide (il conserve toutefois son emploi de mécanicien), mais celle-ci n'est pas officialisée : le jeune homme n'est pour l'heure qu'adjoint suppléant. Sa première expérience professionnelle de bourreau aura lieu le 11 janvier 1909, à Béthune, avec une quadruple exécution par guillotine, celle des « chauffeurs du Nord » (ou « Les Bandits d'Hazebrouck »).
Le 17 avril, la même année, Jules épouse une nièce de Deibler, Georgette Rogis, 18 ans, descendante elle aussi d'une famille d'exécuteurs belges, dont le père Louis et son oncle Eugène-Clovis étaient les aides d'Anatole Deibler. Le couple aura un fils, René, qui naîtra en 1910. Il s'agit cependant de son second enfant, ayant déjà eu en 1905 d'une liaison avec une de ses maîtresses un autre fils qu'il se contentera de reconnaître sans jamais l'élever.
Mobilisé pendant la Première Guerre mondiale, Jules est finalement titularisé à un poste d'adjoint de deuxième classe en 1919. En 1926, il ouvre dans le XVIe arrondissement un garage automobile avec son fils. En 1930, à la suite de la mort de son beau-père Louis Rogis, premier adjoint, il hérite de son statut et des responsabilités qui vont avec, notamment le fait de devoir remplacer l'exécuteur en chef par intérim en cas de maladie ou de décès, et la possibilité très nette d'accéder un jour au poste de chef. Le 2 novembre 1934, à la suite d'une déception amoureuse, René se suicide dans le port du Havre. Cette tragédie entraîne chez Jules une véritable dépression qui le pousse à sombrer petit à petit dans l'alcoolisme, puis à fermer son atelier pour se reconvertir comme chauffeur-livreur d'une marque d'électro-ménager. Le 14 janvier 1938 à Saint-Brieuc, Anatole Deibler étant souffrant, on confie pour la première fois à Jules la charge exceptionnelle d'exécuter un condamné à mort.
Un an plus tard, le 2 février 1939, en se rendant à la gare de Paris-Montparnasse, Deibler meurt d'une embolie sur le quai du métro. L'exécution de Maurice Pilorge, prévue pour le lendemain à Rennes, est reportée d'une journée. Comme en 1938, c'est à Jules que revient la tâche d'actionner la guillotine, ce qu'il fait au matin du 4.
Le 15 mars, il est nommé officiellement exécuteur en chef, sur les insistances de Rosalie Deibler, veuve d'Anatole, auprès de l'administration : Jules étant le locataire et débiteur des époux Deibler, il n'aurait pu rembourser ses dettes suffisamment vite en demeurant à un poste subalterne. Cette décision causera pas mal de troubles au sein de l'équipe, Deibler ayant, de son vivant, nettement fait connaître sa volonté de laisser sa charge à son autre neveu (et second adjoint), André Obrecht, avec lequel il avait une relation quasi-paternelle. Obrecht récupère à cette occasion le poste de premier adjoint.
La première exécution officielle de Desfourneaux en tant que chef sera celle d'André Vitel, à Rouen le 2 mai 1939. Suivront Max Bloch, le 2 juin à Paris et Eugène Weidmann le 17 juin à Versailles. Cette exécution se déroule avec 45 minutes de retard, permettant aux photographes de saisir de nombreux clichés de la scène. La diffusion à très grande échelle des photos de l'exécution et des désordres causés par la foule incitera le président du Conseil Édouard Daladier à promulguer, dès le 24 juin, un décret-loi abolissant les exécutions en public. Désormais, les condamnés à mort seront guillotinés dans les cours des prisons, à l'abri des regards. La première application de cette loi aura lieu le 19 juillet suivant à Saint-Brieuc.
Pendant la Seconde Guerre mondiale, Desfourneaux reste à son poste. Mais entre deux exécutions d'assassins, on l'oblige à guillotiner des résistants et des communistes (près d'une vingtaine subiront ce sort entre 1941 et 1943). De plus, on lui ordonne également d'exécuter des femmes, Élisabeth Lamouly fut ainsi la première à être guillotinée en janvier 1941 ce qui n'était pas arrivé en France depuis près de cinquante ans. L'exécution de Marie-Louise Giraud, le 30 juillet 1943 à la prison de la Roquette, restera également dans les annales judiciaires comme un cas unique : ayant pratiqué 27 avortements dans la région de Cherbourg, elle reste la seule « Faiseuse d'anges » à être condamnée à mort (même si un homme sera, trois mois après elle, guillotiné pour des faits similaires).
Répugnés par son obéissance servile - mais aussi pour des questions de rémunération - trois de ses aides, Obrecht et les frères Robert et Georges Martin, démissionnent en novembre 1943, ce qui le contraint à embaucher de toute urgence des remplaçants qu'il choisit parmi ses voisins ou sur les conseils de son épouse. La dernière exécution de Desfourneaux durant l'Occupation a lieu en avril 1944 : après cela, pour éviter d'avoir à transporter les bois de justice sur des voies ferrées de plus en plus sujettes à être détruites par la Résistance, on confie les condamnés à mort de droit commun à des pelotons d'exécution
À la Libération, une enquête sera menée pour savoir si l'obéissance de Desfourneaux pouvait être considérée comme un signe de collaboration. Les résultats étant négatifs, Desfourneaux conserva sa place. Le premier condamné qu'il exécutera dans la France d'après-guerre sera le docteur Marcel Petiot, le 25 mai 1946 à Paris. Les années suivantes sont chargées en exécutions capitales : en 1948, pas moins de 43 condamnés à mort seront guillotinés. Le 21 avril 1949 à Angers, Desfourneaux exécute Germaine Leloy-Godefroy, meurtrière de son mari : elle sera la dernière femme guillotinée en France.
Affaibli physiquement et mentalement par sa dépression et son alcoolisme, s'occupant d'un petit atelier de réparation de vélos à proximité de son domicile, mais restant parfois des jours entiers chez lui dans l'attente d'un ordre de mission, Desfourneaux guillotine son dernier condamné à mort, Gustave Maillot, le 29 juin 1951 à 4h20 à Saint-Brieuc. Il décède d'une attaque cardiaque en fin d'après-midi, le 1er octobre 1951. Il avait 73 ans, et avait participé à près de 350 exécutions (le nombre exact est impossible à connaître), dont 190 en tant que chef. André Obrecht lui succédera en novembre.
Sa veuve Georgette mourra également d'une crise cardiaque en 1958, à 67 ans. Jules Henri Desfourneaux est enterré dans un caveau au cimetière de Sèvres, en région parisienne, aux côtés de son fils et de sa femme.